# È arrivato l'amore
È arrivato l'amore (Az új rokon) è un film del 1934 diretto da Béla Gaál. La commedia, tratta dal lavoro teatrale di Kálmán Csathó, era interpretata da Zita Perczel e Ferenc Delly; la coppia di Sándor e Toni, aveva per interpreti gli attori Gyula Gózon e Lili Berky, marito e moglie anche nella vita reale.
Fu il debutto sullo schermo in una piccola parte per Klári Tolnay, che sarebbe poi diventata una delle più acclamate attrici ungheresi.

## Trama
La famiglia Esztáry vive poveramente, quando giunge dall'America una parente. Ma anche lei non ha il becco di un quattrino e la povera Kitty, che è innamorata di Miklós, si ritrova a Pest a fare la ballerina.

## Produzione
Il film fu prodotto dalla Harmónia Film.
Le coreografie del film furono affidate a Gizi M. Utassy.

## Distribuzione
Uscì nelle sale cinematografiche ungheresi il 6 settembre 1934. Negli Stati Uniti, il film fu distribuito l'11 marzo 1935 con il titolo The New Relative. In Italia il film, conosciuto anche con il titolo La nuova parente, ottenne il visto di censura 30803 in data 13 dicembre 1939.